# Liffe 2005
16. ljubljanski mednarodni filmski festival je potekal od 10. do 24. novembra 2005 v Ljubljani (s projekcijami v Cankarjevem domu – Linhartovi in Kosovelovi dvorani −, Kinoklubu Vič, Kinu Komuna in Kinodvoru) pod geslom »Življenje vedno najde pot/LIFFe always finds the way«. Programska direktorica je bila Jelka Stergel. Otvoritveni film je bil Odgrobadogroba Jana Cvitkoviča. Nekaj številk:
- (več kot) 51.000 obiskovalcev
- 108 filmov (27 razprodanih)
- 55 gostov

## Nagrade
- vodomec: nagrada za najboljši film v sekciji Perspektive po oceni mednarodne žirije (sponzor: Mobitel)
- zlati kolut: nagrada občinstva za najboljši film v sekciji Obzorja (glasovanje z glasovalnimi lističi ali preko prenosnega telefona)
- FIPRESCI: nagrada mednarodne žirije svetovnega združenja filmskih kritikov in novinarjev za najboljši film v sekciji Jug jugovzhodno
- nagrada Amnesty International: nagrada najboljšemu filmu na temo človekovih pravic po izboru mednarodne žirije; za nagrado se je potegovalo 14 igranih in dokumentarnih filmov

Žirije
- vodomec:  Fernanda Silva,  Slavko Štimacin,  Metod Pevec
- nagrada Amnesty International:  Allan Berg Nielsen,  Hans van Gerven,  Maja Weiss
- FIPRESCI:  Ivan Karl,  Barbara Lorey,  Doris Senn
- predsednica komisije za nagrado občinstva: Cate Shortland

Nagrajenci
| Nagrada                                                          | Film                                                                        | Režiser          |
| ---------------------------------------------------------------- | --------------------------------------------------------------------------- | ---------------- |
| vodomec                                                          | Skriti adut / Voksne mennesker                                              | Dagur Kári       |
| zlati kolut                                                      | Zveza Kebab / Kebab Connection                                              | Anno Saul        |
| nagrada AI Slovenije za najboljši film na temo človekovih pravic | Šutka / The Shutka Book of Records                                          | Aleksandar Manić |
| FIPRESCI                                                         | Kaj je Iva posnela 21. oktobra 2003 / Što je Iva snimila 21. listopada 2003 | Tomislav Radić   |
| Posebna omemba                                                   |                                                                             |                  |
| vodomec                                                          | Odgrobadogroba                                                              | Jan Cvitkovič    |

Ocene občinstva
Zveza Kebab (4,66), Tapas (4,55), Manderlay (4,55), Adam in Paul (4,48), Deveti dan (4,45), Moj Angel (4,40), Kitajec (4,37), Ruske lutke (4,36), Najdeni predmeti (4,31), Življenje z očetom (4,29), Padem gor (4,29), Mrak (4,29), Čevlji umrlega (4,19), Draga Wendy (4,17), Dallas med nami (4,16), Moj Nikifor (4,14), Devetdnevnica (4,12), Ritem, ko je zastalo moje srce (4,09), Willenbrock (4,08), Šanghajske sanje (4,08), Nora ljubezen (4,05), Nepokopani človek (4,05), Lovec (4,02), Kralji in kraljica (3,97), Divji in zadeti (3,95), Obala šepetanj (3,91), Kino, aspirini in mrhovinarji (3,86), Slikati ali se ljubiti (3,76), Antares (3,71), Kilometer nič (3,7), Garpastum (3,67), Kockarji (3,61), Redna ljubimca (3,54), Proti jugu (3,47), Štiri (3,47), Soba (2,38)

## Programski sklopi

### Perspektive
Uradni tekmovalni program novih režiserjev
| Film                                | Izvirni naslov                                        | Režiser              | Države                                  | Leto |
| ----------------------------------- | ----------------------------------------------------- | -------------------- | --------------------------------------- | ---- |
| Doo Wop                             | Doo Wop                                               | David Lanzmann       | Francija                                | 2004 |
| Iluzija                             | Iluzija / Mirage                                      | Svetozar Ristovski   | Makedonija                              | 2004 |
| Ivana                               | Johanna / Joan                                        | Kornél Mundruczó     | Madžarska, Nemčija                      | 2005 |
| Mali Jeruzalem                      | La petite Jérusalem / Littlle Jerusalem               | Karin Albou          | Francija                                | 2005 |
| Maser                               | Masahista / The Masseur                               | Brillante Mendoza    | Filipini                                | 2005 |
| Obljubljena dežela                  | Sulanga enu pinisa / The Forsaken Land                | Vimukthi Jayasundara | Šri Lanka, Francija                     | 2005 |
| Pasje sanje                         | To oneiro tou skylou / A Dog's Dream                  | Angelos Frantzis     | Grčija                                  | 2005 |
| Pastir bizonov                      | Mua len trau / The Buffalo Boy                        | Minh Nguyen-Vo       | Vietnam, Belgija, Francija              | 2004 |
| Pekel                               | L'Enfer / Hell                                        | Danis Tanović        | Francija, Italija, Belgija, Japonska    | 2005 |
| Pogled z Eifflovega stolpa          | Pogled sa Ajfelovog tornja / A View from Eiffel Tower | Nikola Vukčević      | Srbija in Črna gora, Hrvaška, Slovenija | 2004 |
| Prikoličar                          | Man Push Cart                                         | Ramin Bahrani        | ZDA, Iran                               | 2005 |
| Skriti adut                         | Voksne mennesker / Dark Horse                         | Dagur Kári           | Danska, Islandija                       | 2005 |
| Ultranova                           | Ultranova                                             | Bouli Lanners        | Belgija, Francija                       | 2005 |
| Velika ekstaza Roberta Charmichaela | The Great Ecstasy of Robert Carmichael                | Thomas Clay          | VB                                      | 2005 |
| Veter zemlje                        | Vento di terra / Land Wind                            | Vincenzo Marra       | Italija                                 | 2004 |
| Železni otok                        | Jazireh ahani / Iron Island                           | Mohamed Rasoulof     | Iran                                    | 2005 |

### Predpremiere
| Film               | Izvirni naslov                            | Režiser                             | Države                               | Leto |
| ------------------ | ----------------------------------------- | ----------------------------------- | ------------------------------------ | ---- |
| Morski sadeži      | Crustacés et coquillages / Mariscos Beach | Olivier Ducastel, Jacques Martineau | Francija                             | 2005 |
| Otrok              | L'Enfant / The Child                      | Jean-Pierre Dardenne, Luc Dardenne  | Belgija, Francija                    | 2005 |
| Palica za golf     | Bin-Jip / 3-Iron                          | Kim Ki-duk                          | Južna Koreja, Japonska               | 2004 |
| Skrito             | Caché / Hidden                            | Michael Haneke                      | Francija, Avstrija, Nemčija, Italija | 2005 |
| Strti cvetovi      | Broken Flowers                            | Jim Jarmusch                        | ZDA, Francija                        | 2005 |
| Tragedija v Omaghu | Omagh                                     | Pete Travis                         | Irska, VB                            | 2004 |
| Trčenje            | Crash                                     | Paul Haggis                         | ZDA, Nemčija                         | 2005 |
| Večna ljubezen     | Enduring Love                             | Roger Michell                       | VB                                   | 2004 |
| Zadnji dnevi       | Last Days                                 | Gus van Sant                        | ZDA                                  | 2005 |

### Obzorja
Tekmovalni program za nagrado občinstva
| Film                           | Izvirni naslov                                                    | Režiser                                                                                          | Države                                                                      | Leto |
| ------------------------------ | ----------------------------------------------------------------- | ------------------------------------------------------------------------------------------------ | --------------------------------------------------------------------------- | ---- |
| Adam in Paul                   | Adam & Paul                                                       | Lenny Abrahamson                                                                                 | Irska                                                                       | 2004 |
| Antares                        | Antares                                                           | Götz Spielmann                                                                                   | Avstrija                                                                    | 2004 |
| Čevlji umrlega                 | Dead Man's Shoes                                                  | Shane Meadows                                                                                    | VB                                                                          | 2004 |
| Dallas med nami                | Dallas pashamende / Dallas Among Us                               | Robert Adrian Pejo                                                                               | Madžarska, Nemčija, Avstrija, Romunija                                      | 2005 |
| Devetdnevnica                  | La Neuvaine / The Novena                                          | Bernard Émond                                                                                    | Kanada                                                                      | 2005 |
| Deveti dan                     | Der neunte Tag / The Ninth Day                                    | Volker Schlöndorff                                                                               | Nemčija, Luksemburg                                                         | 2004 |
| Divji in zadeti                | Stoned                                                            | Stephen Woolley                                                                                  | VB                                                                          | 2005 |
| Draga Wendy                    | Dear Wendy                                                        | Thomas Vinterberg                                                                                | Danska, Francija, Nemčija, VB                                               | 2005 |
| Garpastum                      | Garpastum                                                         | Aleksej German, jr.                                                                              | Rusija                                                                      | 2005 |
| Kilometer nič                  | Kilomètre zéro / Kilometre Zero                                   | Hiner Saleem                                                                                     | Francija, Irak, Finska                                                      | 2005 |
| Kino, aspirini in mrhovinarji  | Cinema, aspirinas e urubus / Cinema, Aspirins and Vultures        | Marcelo Gomes                                                                                    | Brazilija                                                                   | 2005 |
| Kitajec                        | Kinamand / Chinaman                                               | Henrik Ruben Genz                                                                                | Danska, Kitajska                                                            | 2005 |
| Kjer resnica laže              | Where the Truth Lies                                              | Atom Egoyan                                                                                      | Kanada, VB, ZDA                                                             | 2005 |
| Kockarji                       | Les mauvais joueurs / Gamblers                                    | Frédéric Balekdjian                                                                              | Francija                                                                    | 2005 |
| Kralji in kraljica             | Rois et reine / Kings and Queen                                   | Arnaud Desplechin                                                                                | Francija                                                                    | 2004 |
| Lovec                          | Okhotnik / The Hunter                                             | Serik Aprymov                                                                                    | Kazahstan, Francija, Japonska, Švica                                        | 2004 |
| Manderlay                      | Manderlay                                                         | Lars von Trier                                                                                   | Danska, Švedska, Nizozemska, Francija, Nemčija, ZDA                         | 2005 |
| Moj angel                      | Mon ange / My Angel                                               | Serge Frydman                                                                                    | Francija, Belgija                                                           | 2005 |
| Moj Nikifor                    | Mój Nikifor / My Nikifor                                          | Krzysztof Krauze                                                                                 | Poljska                                                                     | 2004 |
| Mrak                           | Morke / Murk                                                      | Jannik Johansen                                                                                  | Danska                                                                      | 2005 |
| Najdeni predmeti               | Lost and Found                                                    | Stefan Arsenijević, Nadejda Koseva, Mait Laas, Kornél Mundruczó, Cristian Mungiu, Jasmila Žbanić | BiH, Bolgarija, Estonija, Srbija in Črna gora, Nemčija, Madžarska, Romunija | 2005 |
| Nepokopani človek              | A temetetlen halott / The Unburied Man                            | Márta Mészáros                                                                                   | Madžarska, Poljska, Slovaška                                                | 2004 |
| Nora ljubezen                  | Amor idiota / Idiot Love                                          | Ventura Pons                                                                                     | Španija, Andora                                                             | 2004 |
| Obala šepetanj                 | A costa dos murmúrios / The Murmuring Coast                       | Margarida Cardoso                                                                                | Portugalska, Francija, Nemčija                                              | 2004 |
| Padem gor                      | Horem pádem / Up and Down                                         | Jan Hrebejk                                                                                      | Češka                                                                       | 2004 |
| Proti jugu                     | Vers le sud / Heading South                                       | Laurent Cantet                                                                                   | Francija, Kanada                                                            | 2005 |
| Redna ljubimca                 | Les amants réguliers / Everyday Lovers                            | Philippe Garrel                                                                                  | Francija                                                                    | 2005 |
| Ritem, ko je zastalo moje srce | De battre mon coeur s'est arreté / The Beat That My Heart Skipped | Jacques Audiard                                                                                  | Francija                                                                    | 2005 |
| Ruske lutke                    | Les poupées russes / Russian Dolls                                | Cédric Klapisch                                                                                  | Francija, VB                                                                | 2005 |
| Slikati ali se ljubiti         | Peindre ou faire l'amour / To Paint or Make Love                  | Arnaud Larrieu, Jean-Marie Larrieu                                                               | Francija                                                                    | 2005 |
| Soba                           | Room                                                              | Kyle Henry                                                                                       | ZDA                                                                         | 2005 |
| Šanghajske sanje               | Qing hong / Shanghai Dreams                                       | Xiaoshuai Wang                                                                                   | Kitajska                                                                    | 2005 |
| Štiri                          | 4 / Four                                                          | Ilja Hržanovski                                                                                  | Rusija                                                                      | 2004 |
| Tapas                          | Tapas                                                             | José Corbacho, Juan Cruz                                                                         | Španija                                                                     | 2005 |
| Willenbrock                    | Willenbrock                                                       | Andreas Dresen                                                                                   | Nemčija                                                                     | 2005 |
| Zveza Kebab                    | Kebab Connection                                                  | Anno Saul                                                                                        | Nemčija                                                                     | 2005 |

### Proti vetru
| Film             | Izvirni naslov                                       | Režiser            | Države                             | Leto |
| ---------------- | ---------------------------------------------------- | ------------------ | ---------------------------------- | ---- |
| Bitka na nebu    | Batalla en el cielo / Battle in Heaven               | Carlos Reygadas    | Mehika, Belgija, Francija, Nemčija | 2005 |
| Čarobno ogledalo | O espelho mágico / The Magic Mirror                  | Manoel de Oliveira | Portugalska                        | 2005 |
| Padla            | Krišana / Fallen                                     | Fred Kelemen       | Latvija, Nemčija                   | 2005 |
| Pojoč za zastori | Cantando dietro i paraventi / Singing Behind Screens | Ermanno Olmi       | Italija, VB, Francija              | 2003 |
| Tony Takitani    | Tony Takitani                                        | Jun Ichikawa       | Japonska                           | 2004 |
| Vsiljivec        | L'Intrus / The Intruder                              | Claire Denis       | Francija                           | 2005 |

### Ekstravaganca
| Film                   | Izvirni naslov                           | Režiser                    | Države                     | Leto |
| ---------------------- | ---------------------------------------- | -------------------------- | -------------------------- | ---- |
| Cmočki                 | Dumplings                                | Fruit Chan                 | Hongkong                   | 2005 |
| Muhasti oblak          | Tian bian yi duo yun / The Wayward Cloud | Ming-liang Tsai            | Kitajska, Francija, Tajvan | 2005 |
| Notranje vražje zadeve | Wu jian dao / Infernal Affairs           | Wai Keung Lau, Siu Fai Mak | Hongkong                   | 2002 |

### V imenu očeta
| Film               | Izvirni naslov                             | Režiser          | Države           | Leto |
| ------------------ | ------------------------------------------ | ---------------- | ---------------- | ---- |
| Alice              | Alice                                      | Marco Martins    | Portugalska      | 2005 |
| Mladi Jud          | Jewboy                                     | Tony Krawitz     | Avstralija       | 2005 |
| Pojdi domov        | Sheng dan jing mo / Go Home                | Li Chensheng     | Kitajska         | 2001 |
| Veliko potovanje   | Le grand voyage / The Big Journey          | Ismaël Ferroukhi | Francija, Maroko | 2004 |
| Življenje z očetom | La vie avec mon père / Life with My Father | Sébastien Rose   | Kanada           | 2005 |

### Jug-jugovzhodno
Za nagrado mednarodne kritike FIPRESCI
| Film                                | Izvirni naslov                                                                 | Režiser               | Države              | Leto |
| ----------------------------------- | ------------------------------------------------------------------------------ | --------------------- | ------------------- | ---- |
| Jug jugovzhodno                     | Jug jugoistok / South Southeast                                                | Milutin Petrović      | Srbija in Črna gora | 2005 |
| Kaj je Iva posnela 21. oktobra 2003 | Što je Iva snimila 21. listopada 2003 / What Iva Recorded on October 21st 2003 | Tomislav Radić        | Hrvaška             | 2005 |
| Kukumi                              | Kukumi                                                                         | Isa Qosja             | Kosovo              | 2005 |
| Povsem osebno                       | Sasvim lično / Totally Personal                                                | Nedžad Begović        | BiH                 | 2004 |
| Smrt gospoda Lazarescuja            | Moartea domnului Lăzărescu / The Death of Mister Lazarescu                     | Cristi Puiu           | Romunija            | 2005 |
| Ugrabitev                           | Omiros / Hostage                                                               | Constantine Giannaris | Grčija, Turčija     | 2005 |
| Vstajenje od mrtvih                 | Buđenje iz mrtvih / Awakening from the Dead                                    | Miloš Radivojević     | Srbija in Črna gora | 2005 |

### Posvečeno: Wim Wenders in Marc Rothemund
| Film                                 | Izvirni naslov                                                                                               | Režiser        | Države       | Leto |
| ------------------------------------ | --- | -------------- | ------------ | ---- |
| Dežela izobilja                      | Land of Plenty                                                                                               | Wim Wenders    | ZDA, Nemčija | 2004 |
| Ljubezenski prizori s planeta Zemlja | Das Merkwürdige Verhalten geschlechtsreifer Großstädter zur Paarungszeit / Love Scenes from the Planet Earth | Marc Rothemund | Nemčija      | 1998 |
| Ne pridi mi trkat                    | Don't Come Knocking                                                                                          | Wim Wenders    | Nemčija, ZDA | 2005 |
| Upanje umre zadnje                   | Die Hoffnung stirbt zuletzt / Hope Dies Last                                                                 | Marc Rothemund | Nemčija      | 2002 |
| Zadnji dnevi Sophie Scholl           | Sophie Scholl - Die letzten Tage / Sophie Scholl - The Final Days                                            | Marc Rothemund | Nemčija      | 2005 |

### Velike zgodbe malih ljudi
Program, primeren tudi za otroke
| Film                           | Izvirni naslov                              | Režiser          | Države         | Leto |
| ------------------------------ | ------------------------------------------- | ---------------- | -------------- | ---- |
| Čarovnik Howl in gibljivi grad | Hauru no ugoku shiro / Howl's Moving Castle | Hayao Miyazaki   | Japonska       | 2004 |
| Mongolski namizni tenis        | Lü cao di / Mongolian Ping Pong             | Ning Hao         | Kitajska       | 2005 |
| Potepuški psi                  | Sag-haye velgard / Stray Dogs               | Marzieh Meshkini | Iran, Francija | 2004 |

### Dokumentarni
| Film                              | Izvirni naslov                                                         | Režiser                         | Države           | Leto |
| --------------------------------- | ---------------------------------------------------------------------- | ------------------------------- | ---------------- | ---- |
| 2 ali 3 stvari, ki jih vem o njem | 2 oder 3 Dinge, die ich von ihm weiss / 2 or 3 Things I Know About Him | Malte Ludin                     | Nemčija          | 2005 |
| Afrika United                     | Africa United                                                          | Ólaf de Fleur Jóhannesson       | Islandija        | 2005 |
| Aven čhavora                      | Aven čhavora / Aven Chavora                                            | Filip Robar Dorin               | Slovenija        | 2005 |
| Cinévardaphoto                    | Cinévardaphoto                                                         | Agnes Varda                     | Francija         | 2004 |
| F.A.Q.                            | F.A.Q.                                                                 | Stefan Hafner, Alexander Binder | Avstrija         | 2005 |
| George Michael: Drugačna zgodba   | George Michael: A Different Story                                      | Southan Morris                  | VB               | 2005 |
| Šutka                             | The Shutka Book of Records                                             | Aleksandar Manić                | Češka            | 2005 |
| Zvok Istanbula                    | Crossing the Bridge: The Sound of Istanbul                             | Fatih Akin                      | Nemčija, Turčija | 2005 |

### Svet na kratko
| Film                | Izvirni naslov                       | Režiser              | Države           | Leto |
| ------------------- | ------------------------------------ | -------------------- | ---------------- | ---- |
| Enosmerna vozovnica | Himmelfahrt / One Way Ticket         | Ulrike Grote         | Nemčija          | 2004 |
| Ljubezen po turško  | Liebe Türkisch / Turkish Love        | Yildrim Ozgur        | Turčija, Nemčija | 2004 |
| Presahla zemlja     | Peresokhla zemlya / The Parched Land | Taras Tomenko        | Ukrajina         | 2005 |
| Skrivnost           | O segredo / The Secret               | Luis Antonio Pereira | Brazilija        | 2005 |
| Tak je Calypso      | Calypso Is Like So                   | Bruno Collet         | Francija         | 2003 |
| V tvojih sanjah     | Dans tes reves / In Your Dreams      | Blandine Lenoir      | Francija         | 2004 |

### Naši
Novi slovenski film
| Film                                                                      | Režiser        | Države             | Leto |
| ------------------------------------------------------------------------- | -------------- | ------------------ | ---- |
| Delo osvobaja / Labor Equals Freedom                                      | Damjan Kozole  | Slovenija          | 2005 |
| Ljubljana je ljubljena / Ljubljana Is Loved                               | Matjaž Klopčič | Slovenija          | 2005 |
| Na domačem vrtu / In the Family Garden                                    | Bratko Bibič   | Slovenija          | 2005 |
| Odgrobadogroba / Gravehopping                                             | Jan Cvitkovič  | Slovenija, Hrvaška | 2005 |
| Razdružene države Amerike / Divided States of America - Laibach 2004 Tour | Sašo Podgoršek | Slovenija          | 2005 |

## Gosti
- Jan Cvitkovič, režiser filma Odgrobadogroba
- August Diehl, igralec v filmu Deveti dan
- Angelos Frantzis, režiser in scenarist filma Pasje sanje
- Joseph Lang, producent filma Velika ekstaza Roberta Charmichaela
- Aleksej German, ml., režiser filma Garpastum
- Nedžad Begović, režiser filma Povsem osebno
- Čedomir Kolar, producent filma Pekel
- Anno Saul, režiser filma Zveza Kebab
- Udo Kier, igralec v filmu Manderlay
- Tomislav Radić, režiser filma Kaj je Iva posnela 21. oktobra 2003
- Götz Spielmann, režiser filma Antares
- Stefan Arsenijević, Nadejda Koseva, Jasmina Žbanić, režiserji, in Nikolaj Nikitin, producent omnibusa filmov Najdeni predmeti
- Miloš Radivojević, režiser in scenarist, ter Svetozar Cvetković, igralec v filmu Vstajenje od mrtvih
- Nikola Vukčević, režiser in scenarist, ter Svetozar Cvetković, igralec v filmu Pogled z Eifflovega stolpa
- Ventura Pons, režiser filma Nora ljubezen
- Vincenzo Marra, režiser in scenarist filma Veter zemlje
- Stefan Hafner, režiser, in Alex Binder, direktor fotografije filma F.A.Q.
- Svetozarj Ristovski, režiser filma Iluzija
- Laila Stieler, scenaristka filma Willenbrock
- Olivier Ducastel in Jacques Martineau, režiserja filma Morski sadeži
- Michael Gallagher, resnična oseba iz filma Tragedija v Omaghu
- Serge Frydman, režiser filma Moj angel
- Marc Rothemund, režiser filmov Upanje umre zadnje, Zadnji dnevi Sophie Scholl in Ljubezenski prizori s planeta Zemlja
- Frédéric Balekdjian, režiser filma Kockarji
- Lajos Kantor, producent filma Dallas med nami
- Isa Qosija, režiserka filma Kukumi
- Mark O'Halloran, igralec iz filma Adam in Paul
- Jan Hrebejk, režiser filma Padem gor
- Ilya Khrazhanovsky, režiser filma Štiri
- David Lanzmann, režiser, in Mikael Fitoussi, igralec v filmu Doo Wop
- Stephen Woolley, režiser filma Divji in zadeti
- Damjan Kozole, režiser filma Delo osvobaja
- Aleksandar Manić, režiser filma Šutka
- Matjaž Klopčič, režiser filma Ljubljana je ljubljena
- Tony Krawitz, režiser filma Mladi Jud
- Malte Ludin, režiser in scenarist, in Iva Švarcová, producentka filma 2 ali 3 stvari, ki jih vem o njem